# Geoffrey Peto
Geoffrey Kelsall Peto, född 8 september 1878, död 8 januari 1956, var en brittisk industriman och politiker. Han var brorson till Basil Peto.
Peto var ursprungligen officer, blev senare VD för Morgan crucible co. Ltd. och var konservativ ledamot av underhuset som konservativ unionist 1924-1929.